# Louis Massicotte (politologue)
Pour les articles homonymes, voir Louis Massicotte.
 (décembre 2017).
Si vous disposez d'ouvrages ou d'articles de référence ou si vous connaissez des sites web de qualité traitant du thème abordé ici, merci de compléter l'article en donnant les références utiles à sa vérifiabilité et en les liant à la section « Notes et références ».
Louis Massicotte, né en 1953, est un politologue québécois.

## Biographie
Il est professeur au département de science politique à l'Université Laval et fut le premier titulaire de la chaire de recherche sur la démocratie et les institutions parlementaires jusqu'en janvier 2011. Cette chaire est désormais dirigée par le professeur François Gélineau.
Titulaire d'un Ph.D. en science politique à l'Université Carleton d'Ottawa, Massicotte s'intéresse à l'évolution du parlementarisme québécois depuis 1867 et aux modes de scrutin compensatoires.
Louis Massicotte publie, à la fin de 2011, les actes d'un colloque tenu à Québec en mai 2009. Comment changer une constitution ? : les nouveaux processus constituants(coll. Démocratie et institutions parlementaires, PUL) est un recueil de textes entendus lors de cet événement.
Louis Massicotte a lui-même participé au développement démocratique de plus d'une douzaine de pays, la plus grande majorité situés en Afrique francophone. Écrit en collaboration avec Eugénie Brouillet, l'ouvrage nous rappelle en introduction que si la plupart des États disposent de constitutions, plusieurs n'en ont pas, comme le Québec, la Nouvelle-Zélande et même le Royaume-Uni.

## Publications
- Le Parlement du Québec de 1867 à aujourd'hui, Presses de l'Université Laval, 2009, 298 p.

## Honneurs
- 2010 - 2e Prix de la présidence de l'Assemblée nationale pour le livre Le Parlement du Québec de 1867 à aujourd’hui[2]
- 2010 - Médaille de l'Assemblée nationale[3]